# 山形市立第七小学校
山形市立第七小学校（やまがたしりつ だいしちしょうがっこう）は、山形県山形市にある公立小学校である。

## 概要
山形市の中心部のやや北側、奥羽本線より西側のエリアが学区である。学校は霞城公園の北側にある。

## 沿革
- 1934年（昭和9年） - 山形市第八尋常高等小学校として開校[2]
- 1939年（昭和14年） - 山形市第七尋常小学校に改称
- 1941年（昭和16年） - 山形市第七国民学校に改称
- 1947年（昭和22年） - 山形市立第七小学校に改称
- 1977年（昭和52年） - 山形市立西小学校が分離開校
- 2007年（平成19年） - 新校舎完成

## 学区
- 霞城町、北町一丁目、北町二丁目、北町三丁目、北町四丁目1番から14番まで、北山形一丁目、北山形二丁目、肴町、下条町一丁目、下条町二丁目1番から5番まで、下条町四丁目、下条町五丁目、城西町一丁目6番･7番、城西町二丁目6番から12番まで、城西町三丁目4番から9番まで･14番･15番、城西町四丁目、城北町一丁目、城北町二丁目[3]

## 卒業後
- 第二中学校（一部は第五中学校に進学する)

## 校章について
- 校章は「蜜蜂」で開校直後の1934年（昭和9年）5月25日に当時の校長によって制定された。開校当時の校名第八尋常高等小学校の「八」と、児童の仲の良い共同生活を目標に蜜蜂の「蜂」を併せて制定したとされる。創立20周年の年に校章変更の動きがあったが諸般の事情により沙汰やみとなり現在も使用されている。